# منشوريا
منشوريا اي كلمة خان نتجت من هنا من بعد سفينة نوح ((قِيلَ يَا نُوحُ اهْبِطْ بِسَلَامٍ مِّنَّا وَبَرَكَاتٍ عَلَيْكَ وَعَلَىٰ أُمَمٍ مِّمَّن مَّعَكَ ۚ وَأُمَمٌ سَنُمَتِّعُهُمْ ثُمَّ يَمَسُّهُم مِّنَّا عَذَابٌ أَلِيمٌ) عددهم اربعين زوج بشري اي ثمانون شخص كل اثنان اسمهم أمة و اما الامم التي عذبها لانهم خالفوا اباؤهم على السفينة مثل قوم ابراهيم و عاد و ثمود و غيرهم لأن الاباء الاولون مؤمنين مع نوح لكن الاقدمون بعدهم حرفوا المعتقدات
[بحاجة لمصدر]اسم أجنبي للعديد من المناطق التاريخية والجغرافية المتداخلة في شمال شرق آسيا أو منشوريا هي ببساطة شمال شرق الصين. ويشا
ر إلى المنطقة عموماً بشمال شرق الصين. هذه المنطقة هي موطن تقليدي لشعوب شيانبي والخيتان والجورشن، الذين أنشئوا العديد من السلالات الحاكمة في شمال الصين. المنطقة هي أيضًا موطن لقومية المانشو، التي سـُميت منشوريا نسبة إليها.
اعتماداً على تعريف امتدادها، منشوريا عادة قد تشير إلى:
- منشوريا الكبرى، شينغان[الإنجليزية] منطقة شمال شرق آسيا التي كانت موطنًا للجورشن الذين أصبحوا قوم المانشو، مقسمة الآن بين الصين (شمال شرق الصين، أو «منشوريا الداخلية») وروسيا (شمال شرق الصين الخارجي، أو «منشوريا الخارجية»).
- جين المتأخرة (1616-1636)، دولة مانشو التي أصبحت إمبراطورية تشينغ؛
- المقاطعات الشمالية الشرقية لإمبراطورية تشينغ مخصصة في البداية لاستخدام شعب مانشو؛
- مانشوكو (1932-1945)، الدولة العميلة لإمبراطورية اليابان التي كان المقصود منها أن تكون دولة قومية للمانشو؛
- شمال شرق الصين (في أغلب الأحيان)، المقاطعات الثلاث هيلونغجيانغ وجيلين ولياونينغ في الصين.

استخدم اليابانيون الاسم لأول مرة في القرن السابع عشر، ولا يزال مصطلحًا شائعًا في أماكن أخرى ولكنه أُهمل داخل الصين، حيث يرتبط بالشوفينية العرقية والإمبريالية اليابانية. بدلاً من ذلك، يُستخدم مصطلح المنطقة الشمالية الشرقية (东北 ؛ Dōngběi) في وثائق الدولة الرسمية لوصف المنطقة. أصبح شمال شرق الصين الآن مكونًا في الغالب من الهان الصينيين بسبب الهجرات الصينية الداخلية ويعتبر موطنًا للأقليات المتعددة إلى جانب المانشو، بما في ذلك الكوريون، الشيانبي، الشيوي، والخيتان. المنطقة هي أيضا موطن لكثير من المغول والهوي.
غالبًا ما يشار إلى منشوريا باسم «حزام الصدأ الصيني» نظرًا لتقلص المدن التي كانت مركزًا للصناعة الثقيلة في الصين وتعدين الموارد الطبيعية، ولكنها تواجه في الوقت الحاضر تدهورًا اقتصاديًا متزايدًا.

## الحدود
غالبًا ما ترتبط منشوريا الآن بالمقاطعات الصينية الثلاث هيلونغجيانغ وجيلين ولياونينغ. شملت الدولة الدمية اليابانية السابقة مانشوكو كذلك محافظات شنغد (الآن في خبى) وهولونبوير، شينغان، تونغلياو، وتشيفنغ (الآن في منغوليا الداخلية). شملت منطقة إمبراطورية تشينغ المشار إليها باسم منشوريا في الأصل أوسوري كراي وبريمورسكي كراي والجزء الجنوبي من هاربين أوبلاست . اعتُرِف بهذه المناطق على أنها أراضي تشينغ بموجب معاهدة نيرشينسك لعام 1689  م ولكنها تنازلت عنها للإمبراطورية الروسية بسبب ضم أمور في معاهدة أيغون غير المتكافئة لعام 1858  م واتفاقية بكين لعام 1860.(1) تشمل التقديرات المختلفة لمنشوريا الكبرى في بعض الأحيان جزيرة سخالين، والتي على الرغم من عدم ذكرها في المعاهدات عُرضت على أنها أراضي تشينغ في الخرائط الصينية واليابانية والروسية والفرنسية للمنطقة.(2)

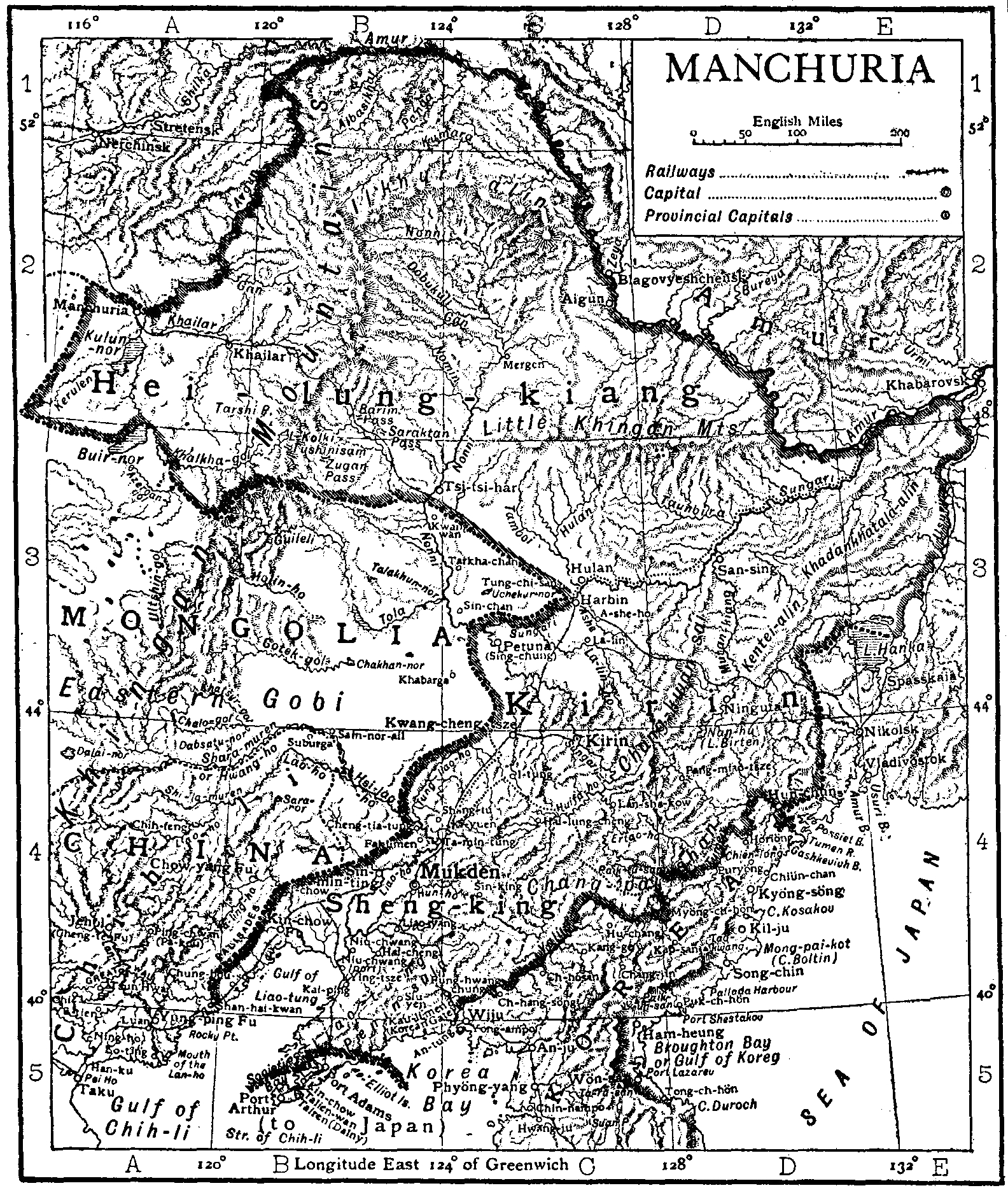
خريطة المقاطعات الثلاث في شمال شرق الصين (1911)
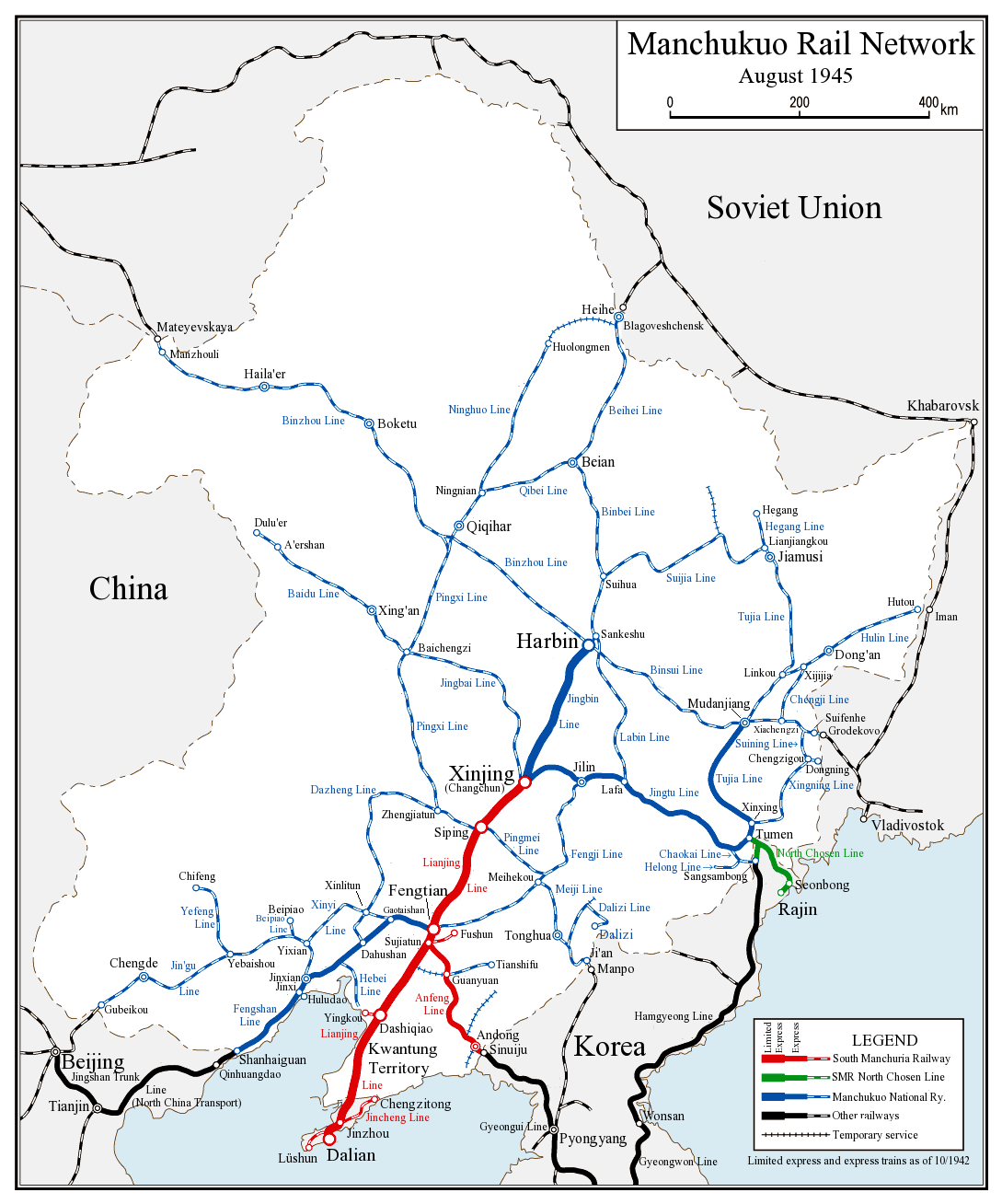
خريطة مانشوكو وشبكة السكك الحديدية بها، حوالي 1945

## أصل التسمية

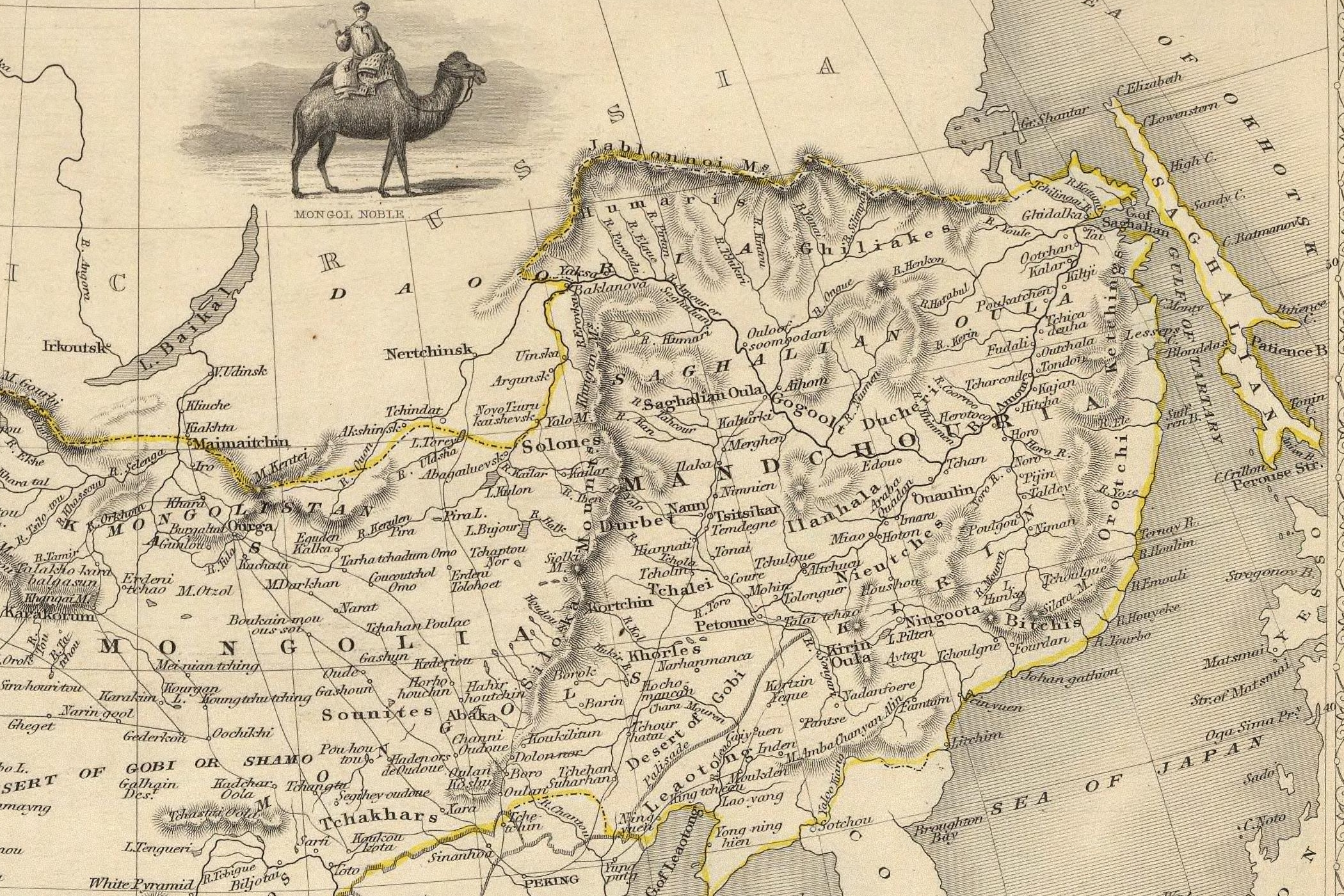
واحدة من أقدم الخرائط الأوروبية التي استخدمت مصطلح (Mandchouria) (جون تاليس، 1851). في السابق، كان مصطلح شائع الاستخدام في الغرب على منشوريا ومنغوليا

تعود كلمة «منشوريا»(3) إلى ترجمة اقتراضية لاتينية لاسم مكان ياباني Manshū (満州, «منطقة المانشو»)، والذي يعود إلى القرن 19. اخترع هونغ تاي تشي الاسم Manju وأعطاه لشعب جورشن في عام 1635  م اسمًا جديدًا لمجموعتهم العرقية ؛ ومع ذلك، فإن اسم «منشوريا» لم يستخدم من قبل المانشو أو أسرة تشينغ نفسها للإشارة إلى وطنهم.
وفقًا للباحث الياباني جونكو مياواكي-أوكادا، كان الجغرافي الياباني تاكاهاشي كاجياسو أول من استخدم مصطلح مانشو كاسم مكان في عام 1809  م في «نيبون هينكاي رياكوزو»، ومن هذا العمل تبنى الغربيون الاسم. وفقًا لمارك سي إليوت، ظهر مصطلح مانش (Mansh) لأول مرة كاسم مكان في عمل كاتسوراغاوا هوشو لعام 1794 «هوكوسا بونرياكو» في خريطتين، «Ashia zenzu» و«Chikyū hankyū sōzu»، اللتين أنشأهما أيضًا كاتسوراغاوا. ثم بدأ اسم «المانشو» في الظهور كأسماء أماكن في المزيد من الخرائط التي أنشأها اليابانيون مثل كوندي جوزو وتاكاهاشي كاجياسو وبابا سادايوشي ويامادا رين، وقد جُلبت هذه الخرائط إلى أوروبا بواسطة الهولندي فيليب فون سيبولد. وفقًا لناكامي تاتسو، كان فيليب فرانز فون سيبولد هو الشخص الذي جلب استخدام مصطلح Manchuria إلى الأوروبيين بعد استعارته من اليابانيين، الذين كانوا أول من استخدمه بطريقة جغرافية في القرن الثامن عشر. وفقًا لبيل سيويل، كان الأوروبيون هم أول من بدأ استخدام اسم منشوريا للإشارة إلى الموقع وهو «ليس مصطلحًا جغرافيًا حقيقيًا». المؤرخ غافان ماكورماك يتفق مع روبرت هـ. بيان جي لي أن «مصطلح منشوريا أو مان تشو هو ابتكار حديث يستخدمه الغربيون واليابانيون بشكل أساسي»، حيث كتب ماكورماك أن مصطلح منشوريا إمبريالي بطبيعته وليس له «معنى محدد» لأن اليابانيين شجعوا عمدًا على استخدام من «منشوريا» اسمًا جغرافيًا للترويج لانفصالها عن الصين في الوقت الذي كانوا يؤسسون فيه دولتهم العميلة مانشوكو.
كان لدى اليابانيين دافعهم الخاص لنشر استخدام مصطلح منشوريا عن عمد. كتب المؤرخ نورمان سميث أن «مصطلح» منشوريا «مثير للجدل». قالت البروفيسور ماريكو أسانو تامانوي إنها «يجب أن تستخدم المصطلح بين علامتي اقتباس» عند الإشارة إلى منشوريا.
 في أطروحته لعام 2012  م حول شعب الجورشن للحصول على درجة دكتوراه في الفلسفة في التاريخ من جامعة واشنطن، أشار البروفيسور تشاد د. جارسيا إلى أن استخدام مصطلح «منشوريا» غير صالح في «الممارسة العلمية الحالية» وأنه توقف عن استخدام المصطلح وبدلاً عنه يُستخدم «الشمال الشرقي» أو الإشارة إلى منطقة جغرافية محددة.
في أوروبا القرن الثامن عشر، كانت المنطقة التي عُرفت لاحقًا باسم «منشوريا» يشار إليها في الغالب باسم « التارتارية [الصينية]». ومع ذلك، بدأ مصطلح منشوريا (Mantchourie، بالفرنسية) في الظهور بحلول نهاية القرن. استخدمه المبشرون الفرنسيون منذ عام 1800  م. شجع الجغرافيان المقيمان في فرنسا كونراد مالت برون وإدم مينتيل على استخدام مصطلح منشوريا (مانشوري بالفرنسية)، جنبًا إلى جنب مع «منغوليا» و«كالميكيا» وما إلى ذلك، باعتبارها مصطلحات أكثر دقة من التارتاري، في كتاب «جغرافيا العالم» الذي نشر في 1804  م.

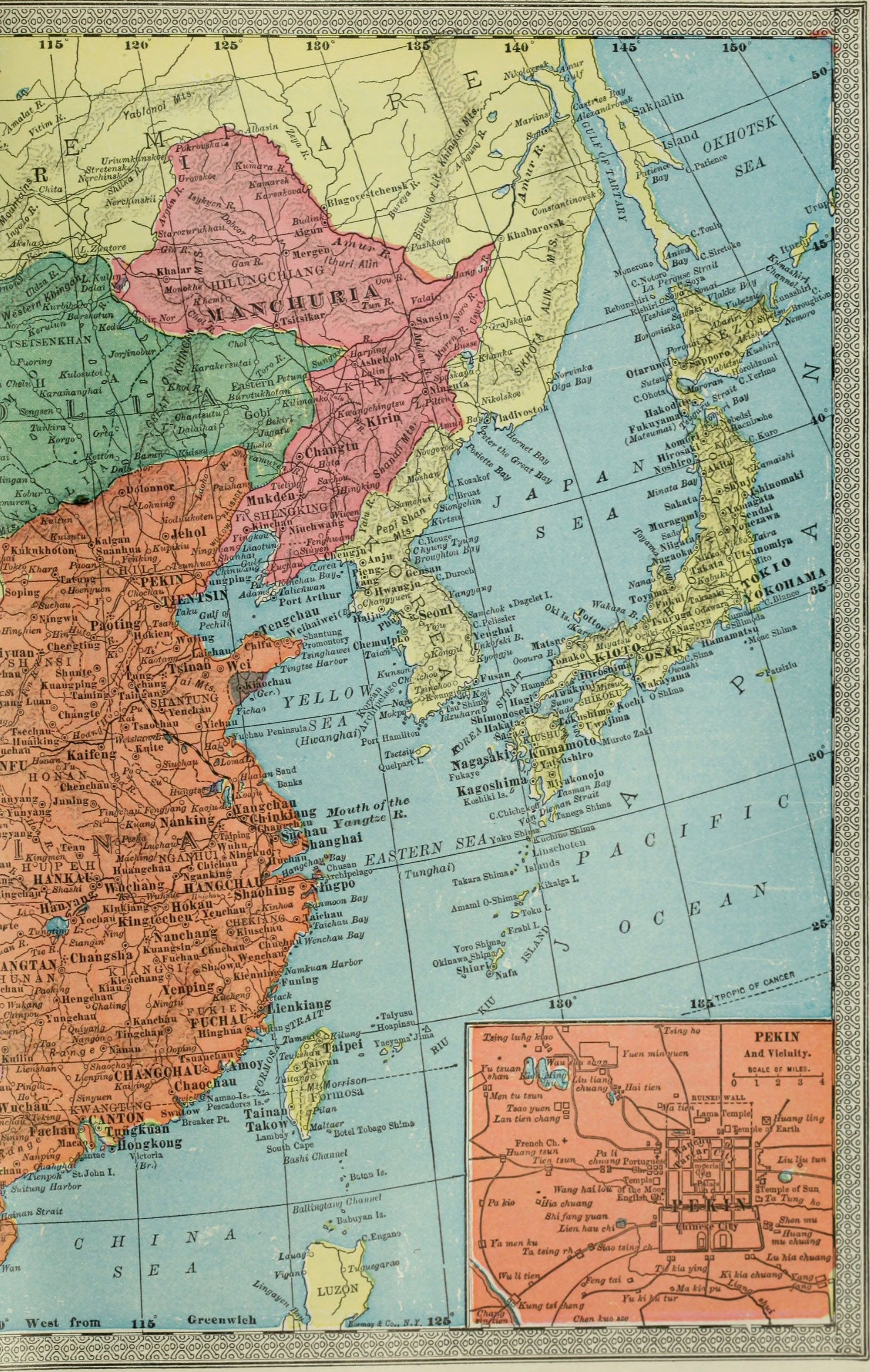
خريطة منشوريا من القرن العشرين باللون الوردي

في اللغة الصينية الحالية، يعتبر ساكن الشمال الشرقي (东北人؛ Dōngběirén).Dōngběirén «الشمال الشرقي» هو مصطلح يعبّر عن المنطقة بأسرها، ويشمل تاريخها وثقافاتها المختلفة. وعادة ما يقتصر الأمر على «المقاطعات الشرقية الثلاثة» أو «المقاطعات الشمالية الشرقية الثلاثة»، مع استبعاد شمال شرق منغوليا الداخلية. في الصين، مصطلح منشوريا (traditional Chinese) نادرًا ما يستخدم اليوم، وغالبًا ما يرتبط المصطلح سلبًا بالإرث الإمبراطوري الياباني والدولة الدمية مانشوكو.
كما أُشير لمنشوريا باسم قوانغدونغ 關東東،关东، والتي تعني حرفيا «شرق الممر»، وبالمثل Guanwai 關外外،关外، «خارج الممر» في إشارة إلى ممر شان هاى في تشنهوانغداو في خبي اليوم، في الطرف الشرقي من سور الصين العظيم. يظهر هذا الاستخدام في تعبير Chuǎng Guāndōng (حرفيًا «الاندفاع بسرعة في غواندونغ») والذي يشير إلى الهجرة الجماعية للصينيين الهان إلى منشوريا في القرنين التاسع عشر والعشرين. استخدم اسم قوانغدونغ لاحقًا بشكل أكثر تحديدًا لمنطقة إقليم كوانتونغ في شبه جزيرة لياودونغ. لا ينبغي الخلط بينه وبين مقاطعة قوانغدونغ الجنوبية.
خلال عهد أسرة تشينغ، عُرفت المنطقة باسم «المقاطعات الشرقية الثلاث» (東三省؛东三省؛ ؛ مانشوᡩᡝᡵᡤᡳ
ᡳᠯᠠᠨ
ᡤᠣᠯᠣDergi Ilan Golo) منذ عام 1683  م عندما فصلت جيلين وهيلونغجيانغ على الرغم من أنه لم يحولا إلى مقاطعات فعلية حتى عام 1907  م. كان المسؤولون عن المناطق الثلاث هم جنرال هيلونغجيانغ (ساهاليان أولا أي جيانجيان)، جنرال جيلين (جيرين أي جيانجيان)، وجنرال شينجينغ (موكدين أي جيانجيان). حولت حكومة تشينغ السابقة في عام 1907  م منطقة منشوريا بعد ذلك إلى ثلاث مقاطعات. منذ ذلك الحين، استخدمت حكومة تشينغ في الصين عبارة «المقاطعات الشمالية الشرقية الثلاثة» رسميًا للإشارة إلى هذه المنطقة، وأُنشأ منصب نائب الملك في المقاطعات الشمالية الشرقية الثلاثة (dergi ilan goloi uheri kadalara amban) لتولي مسؤولية هذه المقاطعات. بعد ثورة 1911، التي أسفرت عن انهيار أسرة تشينغ التي أسستها مانشو، عُرف اسم المنطقة التي نشأت فيها المانشو باسم «الشمال الشرقي» في الوثائق الرسمية في جمهورية الصين المؤسسة حديثًا، بالإضافة إلى « ثلاث مقاطعات شمالية شرقية ».
ذُكرت المنطقة التي عاش فيها الجورشن خلال عهد أسرة مينغ باسم نورغان. كانت نورغان هي منطقة جيلين الحديثة في منشوريا.

## الجغرافيا والمناخ

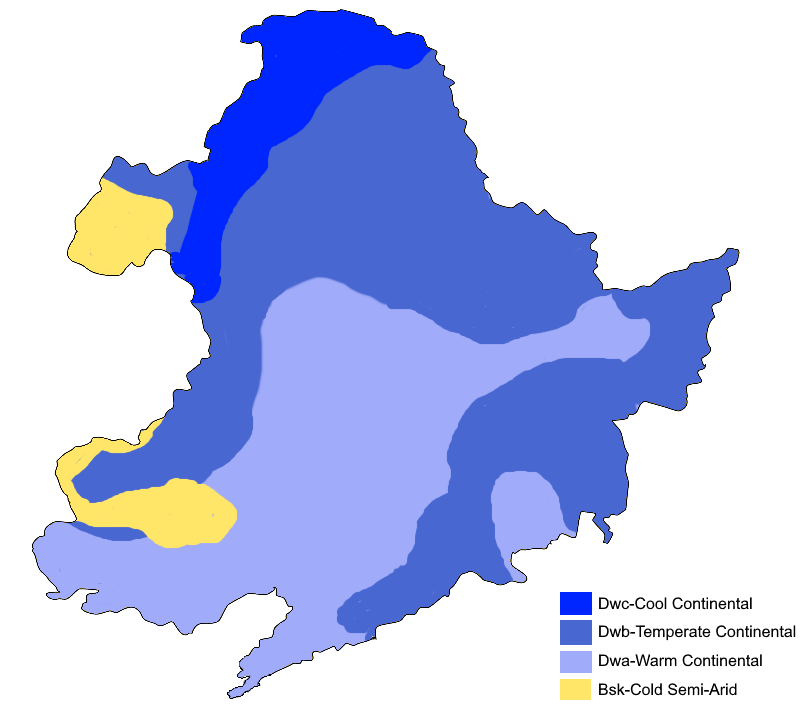
خريطة المناخ لمنشوريا أو شمال شرق الصين.

تتشكل معظم أراضي منشوريا من سهل فسيح تحيط به الجبال التي تغطيها الغابات تزخر أراضي منشوريا بالفحم والحديد، وتقوم فيها صناعات الصلب وصناعات أخرى. ومن المحاصيل الرئيسية التي تنتجها منشوريا، الذرة الرفيعة وفول الصويا.

### الجيولوجيا
تتكون منشوريا بشكل أساسي من الجانب الشمالي من كراتون شمال الصين على شكل قمع، وهي مساحة كبيرة من صخور ما قبل الكمبري المضافة والمتراكبة تمتد على 100 مليون هكتار (250×106 أكر). كان كراتون شمال الصين قارة مستقلة قبل العصر الترياسي ومن المعروف أنه كان أقصى قطعة أرض في الشمال في العالم خلال العصر الكربوني. جبال خينجان في الغرب هي سلسلة جبال جوراسية تشكلت نتيجة اصطدام كراتون شمال الصين مع كراتون سيبيريا، والتي شكلت المرحلة الأخيرة من تشكيل القارة بانجيا العظمى.

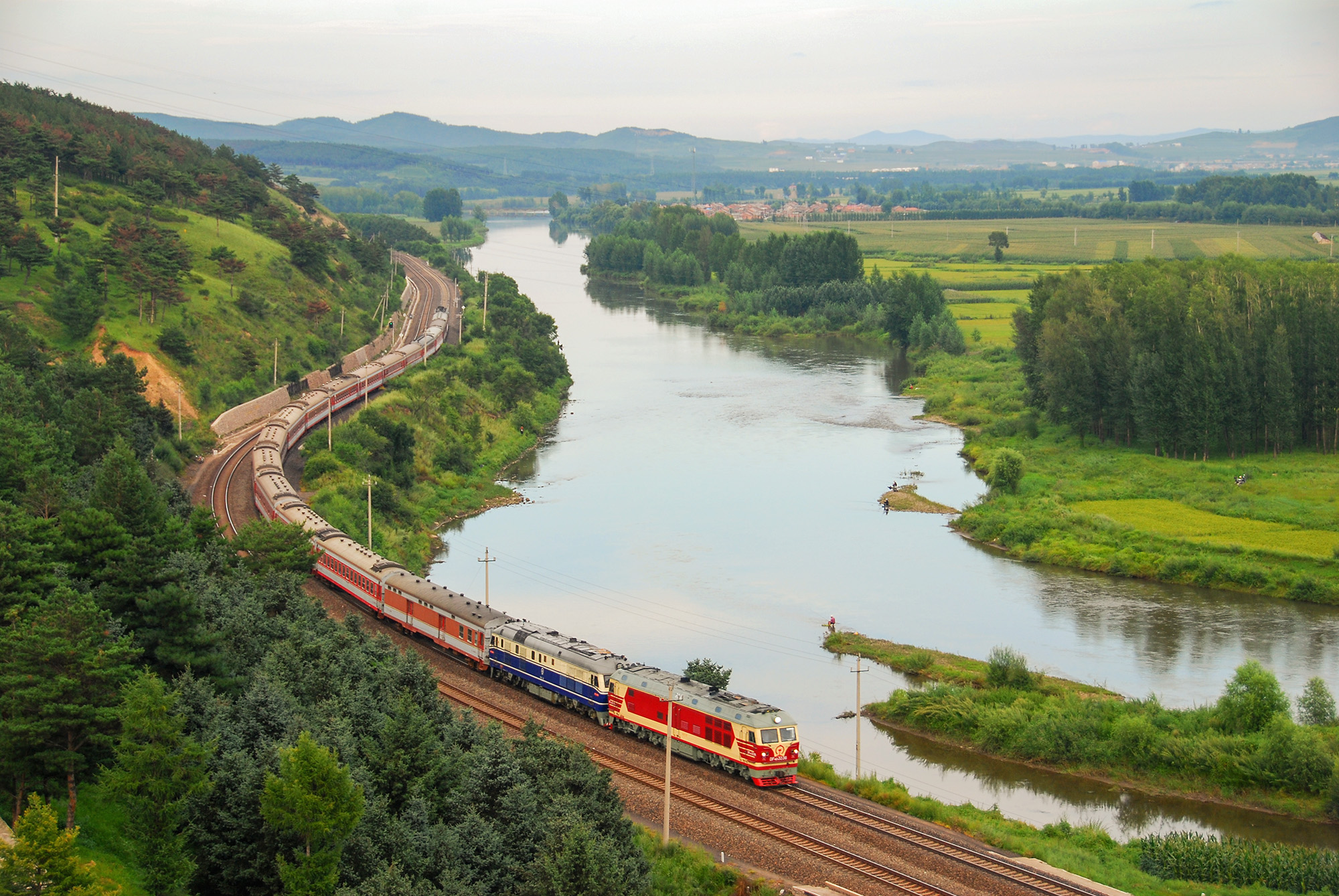
نهر هايلانغ بالقرب من مدينة هايلين في هيلونغجيانغ

لم يتعرض أي جزء من منشوريا للتجلد خلال العصر الرباعي، ولكن الجيولوجيا السطحية لمعظم الأجزاء السفلية والأكثر خصوبة في منشوريا تتكون من طبقات عميقة جدًا من الراسب الطفالي، والتي تشكلت بفعل حركة الغبار والحتات الجليدي التي تحملها الرياح، فتشكلت الجزيئات في الأجزاء المتجمدة من جبال الهيمالايا، جبال كونلون وتين شان، وكذلك صحاري غوبي وتاكلامكان. التربة هي في معظمها تربة دكناء خصبة وفلوفينت(10) إلا في الأجزاء الجبلية حيث تكونت بشكل سيئ التربة المتجمدة ‏، وكذلك في الشمال المتطرف حيث يحدث الجليد السرمدي وتهيمن التربة المتجمدة.

### المناخ
يتسم مناخ منشوريا بتباينات موسمية شديدة، تتراوح من الحرارة الرطبة شبه الاستوائية في الصيف إلى الرياح الجافة والباردة في القطب الشمالي في الشتاء. يحدث هذا النمط لأن موقع منشوريا على الحدود بين كتلة اليابسة القارية الأوراسية الهائلة والمحيط الهادي الهائل يسبب انعكاسًا كاملاً للرياح الموسمية.
في الصيف، عندما ترتفع درجة حرارة الأرض أسرع من المحيط، يتشكل ضغط منخفض فوق آسيا وتتسبب الرياح الدافئة والرطبة من الجنوب إلى الجنوب الشرقي في هطول أمطار غزيرة ورعدية، مما يؤدي إلى هطول أمطار سنوية تتراوح من 400 مـم (16 بوصة)، أو أقل في الغرب، إلى أكثر من 1,150 مـم (45 بوصة) في جبال تشانغباي. درجات الحرارة في الصيف دافئة جدًا إلى شديدة الحرارة، حيث يتراوح متوسط درجات الحرارة في يوليو من 31 °م (88 °ف) في الجنوب حتى 24 °م (75 °ف) في أقصى الشمال. باستثناء أقصى الشمال بالقرب من نهر أمور، تسبب الرطوبة العالية ازعاجًا كبيرًا في هذا الوقت من العام.
ومع ذلك، في فصل الشتاء، يتسبب مرتفع سيبيريا الشاسع في حدوث رياح شديدة البرودة، شمالية إلى شمالية غربية تجعل درجات الحرارة منخفضة تصل إلى −5 °م (23 °ف) في أقصى الجنوب و−30 °م (−22 °ف) في الشمال حيث تصل منطقة التربة الصقيعية المتقطعة إلى شمال هيلونغجيانغ. ومع ذلك، نظرًا لأن الرياح القادمة من سيبيريا جافة للغاية، فإن الثلج لا يتساقط إلا في أيام قليلة كل شتاء، ولا يكون غزيرًا على الإطلاق. وهذا ما يفسر لماذا تجمدت خطوط العرض المقابلة لأمريكا الشمالية تمامًا خلال الفترات الجليدية للعصر الرباعي بينما ظلت منشوريا، على الرغم من أنها أكثر برودة، جافة جدًا لتكوين أنهار جليدية  - حالة تعززها رياح غربية أقوى من سطح الغطاء الجليدي في أوروبا.

## التاريخ

### التاريخ المبكر

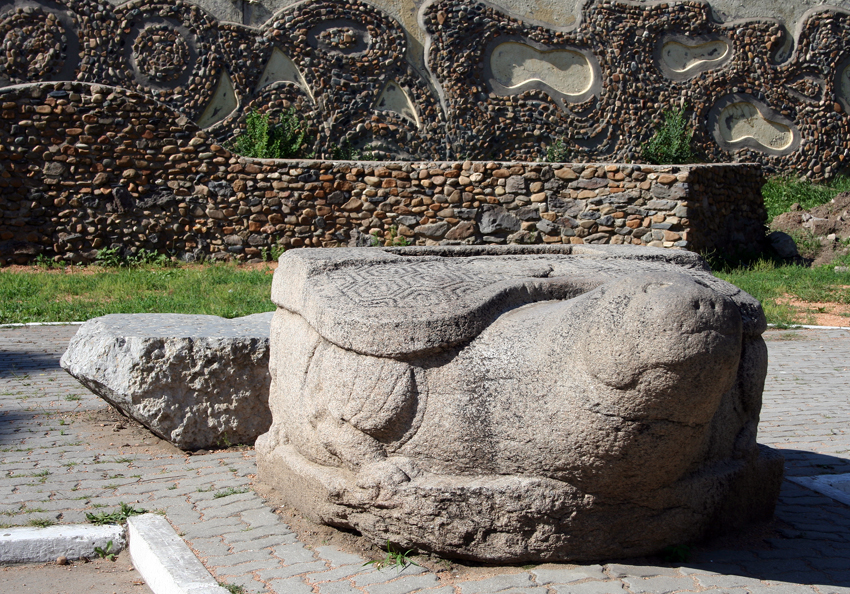
سلحفاة حجرية جورشنية من القرن الثاني عشر في أوسورييسك

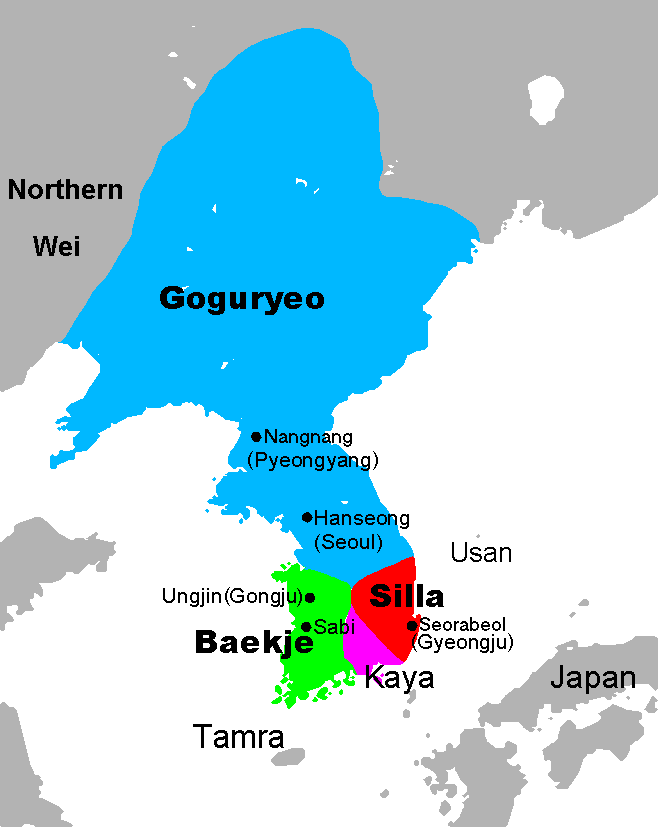
احتلت ممالك كوريا الثلاث ما يقرب من نصف منشوريا في القرن الخامس الميلادي

كانت منشوريا موطنًَا لعدة مجموعات عرقية، ومنهم الكوريون، المانشو، المغول، الناناي، النيفك، الأولش، الهوي وربما الشعوب التركية واليابانية. اعتلت المجموعات العرقية المختلفة وممالكها، بما فيها السوشن، الدونغهو، الشيانبي، الووهان، الموهي، الخيطان والجورشن السلطة في منشوريا. مختلف الممالك الكورية مثل غوجوسون (قبل عام 108 قبل الميلاد)، بويو (القرن الثاني قبل الميلاد إلى 494  م) ومملكة غوغوريو (37 قبل الميلاد إلى 688  م)(4)، أسرة هان (202 قبل الميلاد إلى 9  م ومن 25  م إلى 220  م)، سلالة تساو واي (220 – 266 م)، سلالة جين الغربية (266 – 316 م)، سلالة تانغ (618 – 690 م و705 – 907 م) أحكمت بعض ممالك الصين الصغيرة الأخرى سيطرتها في أجزاء من منشوريا وفي بعض الحالات بفرض الجزية على شعوب المنطقة. خضعت أجزاء من شمال غرب منشوريا لسيطرة أول خاقانات تركية بين 552 – 603 م وخاقانية تركيا الشرقية بين 581 – 630 م. كان لمنشوريا المبكرة اقتصاد مختلط من الصيد وصيد الأسماك والثروة الحيوانية والزراعة.
يشير عدد من اللغويون المشهورين عالمياً، بمن فيهم الدكتور بانج هان كيم، والدكتور ألكسندر فوفين ، والدكتور جيه مارشال أونجر إلى لغة جوجوريو وعدد من اللغات الكورية الأخرى مثل يي مايك أو بويو باعتبارها لغة كورية قديمة مميزة. وفقًا للعديد من اللغويين، يقع الموطن اللغوي للكورية الأصلية في مكان ما في منشوريا. في وقت لاحق، بدأ المتحدثون باللغة الكورية، الموجودون بالفعل في شمال كوريا، في التوسع جنوبًا، ليحلوا محل المتحدثين بلغة شبه الجزيرة اليابانيةأو يستوعبونهم، ومن المحتمل أن يتسببوا في هجرة اليايوي. يقترح ويتمان (2012) أن الكوريين الأصليين وصلوا إلى الجزء الجنوبي من شبه الجزيرة الكورية حوالي 300 قبل الميلاد وتعايشوا مع أحفاد مزارعي المومن اليابانية (أو استوعبوهم). كلاهما كان لهما تأثير على بعضهما البعض وأدى تأثير المؤسس اللاحق إلى تقليص التنوع الداخلي لكلتا العائلتين اللغويتين.
أنشأ شعب الخيتان في منغوليا الداخلية مع سلالة سونغ (960 – 1269 م) إلى الجنوب سلالة لياو (916 – 1215 م) وغزا منغوليا الخارجية ومنشوريا، واستمر في السيطرة على الجزء المجاور للمقاطعات الست عشرة في شمال الصين. أصبحت سلالة لياو أول دولة تسيطر على منشوريا بأكملها. قبل أن يطيح الجورشيون بحكامهم الخيتانيين، كان مبعوثو سلالة لياو الخيتان يغتصبون نساء الجورشن المتزوجات وفتياتهم من باب حق السيد مما تسببت في استياء الجورشن من الخيتان. تعامل مضيفي الجورشين مع مبعوثي لياو خيتان بمنح البغايا الزائرات واستضافت فتيات الجورشن غير المتزوجات وعائلاتهن مبعوثي لياو الذين مارسوا الجنس مع الفتيات. كان مبعوثو الأغاني من بين أفراد الجين يستمتعون بالمثل بغناء الفتيات في المرشد، هينان. على الرغم من أن لياو الخيتان كان يتمتع بسلطة متفوقة على الجورشن عند حكمهم، لم يكن هناك دليل على أن دعارة الضيف لفتيات الجورشن غير المتزوجات لرجال الخيتان كانت مكروهة أو مستاءة من قبل الجورشن. فقط عندما أجبرت عائلة لياو خيتان أسر الجورشن الأرستقراطية على التخلي عن زوجاتهم الجميلات كضيفات في الدعارة لرسل لياو خيتان، أثار هذا استياء وغضب الجورشين. قدّر أحد المؤرخين أن هذا قد يعني أنه في الطبقات العليا للجورشن، كان للزوج فقط الحق في زوجته المتزوجة بينما بين الطبقة الدنيا من الجورشن، فإن عذرية الفتيات غير المتزوجات والنوم مع رجال لياو خيتان لا يهم ولا يعيق قدرتهم على الزواج في وقت لاحق. بدت العادات والأعراف الجنسية للجورشن متساهلة بالنسبة للصينيين الهان، مثل الزواج من أحد الأصهار الذي كان أحد «الجرائم الشنيعة العشر» في الصين. يمارس الجورشنيون دعارة الضيف بشكل شائع ويمنحون رفقة النساء والطعام والمأوى للضيوف. قدمت بنات غير متزوجات من عائلات الجورشن من الطبقات الدنيا والمتوسطة في قرى الجورشن الأصلية إلى رسل لياو كيتان من أجل الجماع والتسلية كما سجله هونغ هاو. كما أفاد ماركو بولو أن دعارة الضيوف في هامي (كامول) كانت تُمارس مع مضيفين يقدمون قريباتهم من الإناث، ومساعداتهم، وبناتهم وزوجاتهم للضيوف في منزلهم. مارس التانجوت أيضًا دعارة الضيف.

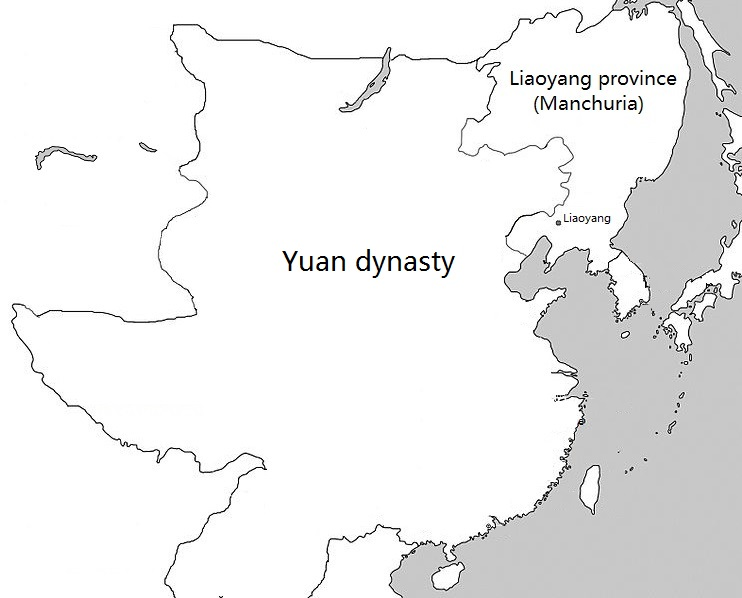
شملت مقاطعة لياويانغ التابعة ليوان المنغولية كوريا الشمالية

في أوائل القرن الثاني عشر، أطاح شعب جورشن التونغوسي، الذين كانوا توابع لياو، بسلالة لياو وشكلوا سلالة جين (1115-1234)، التي استمرت في السيطرة على أجزاء من شمال الصين ومنغوليا بعد سلسلة من الحملات العسكرية الناجحة. خلال حكم أسرة يوان المغولية في الصين (1271 – 1368 م)، كانت منشوريا تُدار على أنها مقاطعة تحت حكم سلالة يوان. في عام 1375  م، غزا ناغاشو مسؤول مغولي من سلالة يوان الشمالية في منغوليا 1368 – 1635 م مقاطعة لياودونغ، لكنه استسلم لاحقًا لسلالة مينغ في عام 1387  م. ومن أجل حماية مناطق الحدود الشمالية، قررت سلالة مينغ «تهدئة» الجورشن من أجل التعامل مع مشاكلها مع بقايا اليوان على طول حدودها الشمالية. عزز المينغ سيطرته على منشوريا تحت حكم الإمبراطور يونغلي (حكم 1402 – 1424 م)، وأنشأ لجنة نورغان العسكرية الإقليمية (1409 – 1435 م). في عقد 1580، بدأت قبائل الجورشن توحيد المنطقة، واستفتح هذه العملية نورهس (1558-1626) زعيم قبيلة جيان تشو جورشن. على مدى العقود العديدة التالية، سيطر الجورشن على معظم منشوريا. في عام 1616  م أسس نورهس سلالة جين اللاحقة، والتي أصبحت تعرف فيما بعد باسم أسرة تشينغ. هزم التشينغ اتحاد الإيفينك - الدور تحت إمرة بومبوغور رئيس إيفينك وقطع رأس بومبوغور في عام 1640  م، وذبحت ورحلت جيوش التشينغ شعب الإيفينك ودُمج الناجون في اللواءات العسكرية المحدثة.

سلالة مانشو تشينغ حوالي عام 1820. منشوريا هي موطن الجورتشين الذين أصبحوا المانشو.

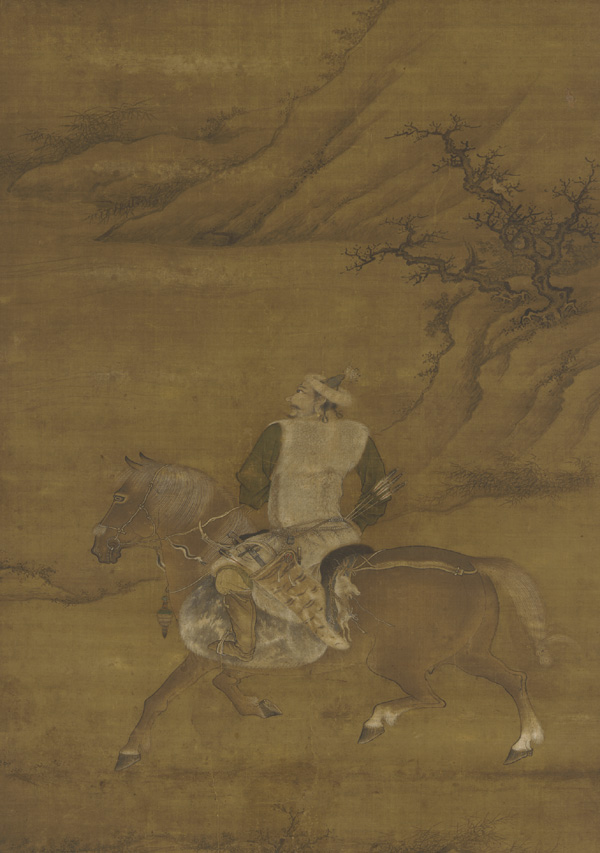
رجل جورشني يصطاد من حصانه، من لوحة بالحبر والألوان من القرن الخامس عشر على الحرير

انتشر التأثير الثقافي والديني الصيني مثل السنة الصينية الجديدة، و«الإله الصيني»، والزخارف مثل التنين، واللوالب، والمخطوطات، والزراعة، والتربية، وطرق التدفئة، والسلع المادية مثل أواني الطبخ الحديدية، والحرير، والقطن بين سكان آمور الأصليين ومنهم الأوديجي والأولشي والناني 
في عام 1644  م، بعد أن قام المتمردون الفلاحون بنهب عاصمة سلالة مينغ في بكين، تحالف الجورشن(5) مع جنرال المينغ وو سانغوي وسيطروا على بكين، وأطاحوا بسلالة شون قصيرة العمر (1644 – 1649 م) وأسسوا مملكة تشينغ (1644 – 1912 م) على كل الصين. تسبب غزو المانشو للصين في مقتل أكثر من 25 مليون شخص. قامت أسرة تشينغ ببناء حافة الصفصاف(6) خلال القرن السابع عشر المتأخر لتقييد حركة المدنيين الهان إلى جيلين وهيلونغجيانغ. لم يُسمح إلا للبنرمينين(7)، بما في ذلك للبنرمينين الصينيين، بالاستقرار في جيلين وهيلونغجيانغ.
بعد غزو مملكة مينغ، غالبًا ما عرفت أسرة تشينغ دولتهم باسم «الصين» (中國، Zhongguo ؛ «المملكة الوسطى»)، ويشار إليها باسم "Dulimbai Gurun" («المملكة الوسطى») في مانشو. في تشينغ شيلو، حُددت أراضي دولة تشينغ (بما في ذلك منشوريا وشينجيانغ الحالية ومنغوليا والتبت) على أنها «المملكة الوسطى» في كل من اللغتين الصينية والمانشو في ما يقرب من ثلثي الحالات، بينما المصطلح يشير إلى المقاطعات الصينية التقليدية التي يسكنها الهان في حوالي ثلث الحالات. كان من الشائع أيضًا استخدام كلمة «الصين» (Zhongguo، Dulimbai gurun) للإشارة إلى أسرة تشينغ في الوثائق الرسمية والمعاهدات الدولية والشؤون الخارجية. في الوثائق الدبلوماسية، يشير مصطلح «اللغة الصينية» (Dulimbai gurun i bithe) إلى اللغات الصينية والمانشووية والمنغولية، ويشير مصطلح «الشعب الصيني» (中國 人 Zhongguo ren ؛ Manchu: Dulimbai gurun i niyalma) إلى جميع الهان، المانشو، والمغول رعايا تشينغ. وأعلنت أسرة تشينغ صراحةً أن الأراضي في منشوريا تخص «الصين» (Zhongguo، Dulimbai gurun) في مراسيم تشينغ وفي معاهدة نيرشينسك لعام 1689  م.
على الرغم من قيود الهجرة، شهد حكم تشينغ أعدادًا متزايدة بشكل كبير من الصينيين الهان الذيت تدفقوا بصفة قانونية أو غير قانونية واستقروا لزراعة الأرض حيث أراد مالكو الأراضي المانشو من الفلاحين الصينيين الهان استئجار أراضيهم وزراعة الحبوب؛ ولم يُطرد معظم المهاجرين الصينيين الهان أثناء عبورهم سور الصين العظيم وحافة الصفصاف. خلال القرن الثامن عشر، قام الصينيون الهان بزراعة 500 000 هكتارمن الأراضي المملوكة ملكية خاصة في منشوريا و203٬583 هكتارًا من الأراضي التي كانت جزءًا من محطات الكوترير وعقارات النبلاء وأراضي البور؛ في الحاميات والمدن في منشوريا، كان الصينيون الهان يشكلون 80٪ من السكان.
أعاد تشينغ توطين المزارعين الصينيين الهان من شمال الصين في المنطقة الواقعة على طول نهر لياو من أجل استعادة الأرض للزراعة. قام واضعو اليد من الصينيين الهان باستصلاح الأراضي القاحلة، واستأجروا أراضي الهان الأخرى من مالكي أراضي المانشو.
بحلول القرن الثامن عشر، على الرغم من الحظر الرسمي لاستيطان الصينيين الهان في أراضي المانشو والمغول، قررت أسرة تشينغ توطين لاجئي الهان من شمال الصين(8) في منشوريا ومنغوليا الداخلية، حتى يتمكن الهان الصينيون من زراعة 500 000 هكتار في منشوريا وعشرات الآلاف من الهكتارات في منغوليا الداخلية بحلول ثمانينيات القرن الثامن عشر. الإمبراطور تشيان لونغ (حكم 1735 – 1796 م) سمح للفلاحين الصينيين الهان الذين يعانون من الجفاف بالانتقال إلى منشوريا على الرغم من إصداره المراسيم المؤيدة لحظرهم من 1740 إلى 1776. ثم تدفق الصينيون الهان إلى منشوريا، بشكل غير قانوني وقانوني، عبر سور الصين العظيم وحافة الصفصاف (Willow Palisade). استأجر المزارعون الصينيون الأراضي أو حتى طالبوا بملكية الأراضي من «العقارات الإمبراطورية» ومانشو بانرلاندز (Manchu Bannerlands) في المنطقة. وبالإضافة إلى الانتقال إلى منطقة ياو في جنوب منشوريا، واستقر الهان الصينيون على الطريق الذي يربط جينتشو، فنغتيان (Fengtian)، تيلينغ، تشانغ تشون، هولون ونينغان خلال حكم الإمبراطور تشيان لونغ ، وكاد الهان الصينيون أن يصبحوا الأغلبية في المناطق الحضرية في منشوريا بحلول عام 1800  م. باعت أسرة تشينغ أراضي مانشو فقط على طول نهر سونغاري إلى الصينيين الهان في بداية عهد الإمبراطور داوجوانغ 1820- 1850 لزيادة إيرادات الخزانة الإمبراطورية، وملأ الهان الصينيون معظم بلدات منشوريا بحلول أربعينيات القرن التاسع عشر.

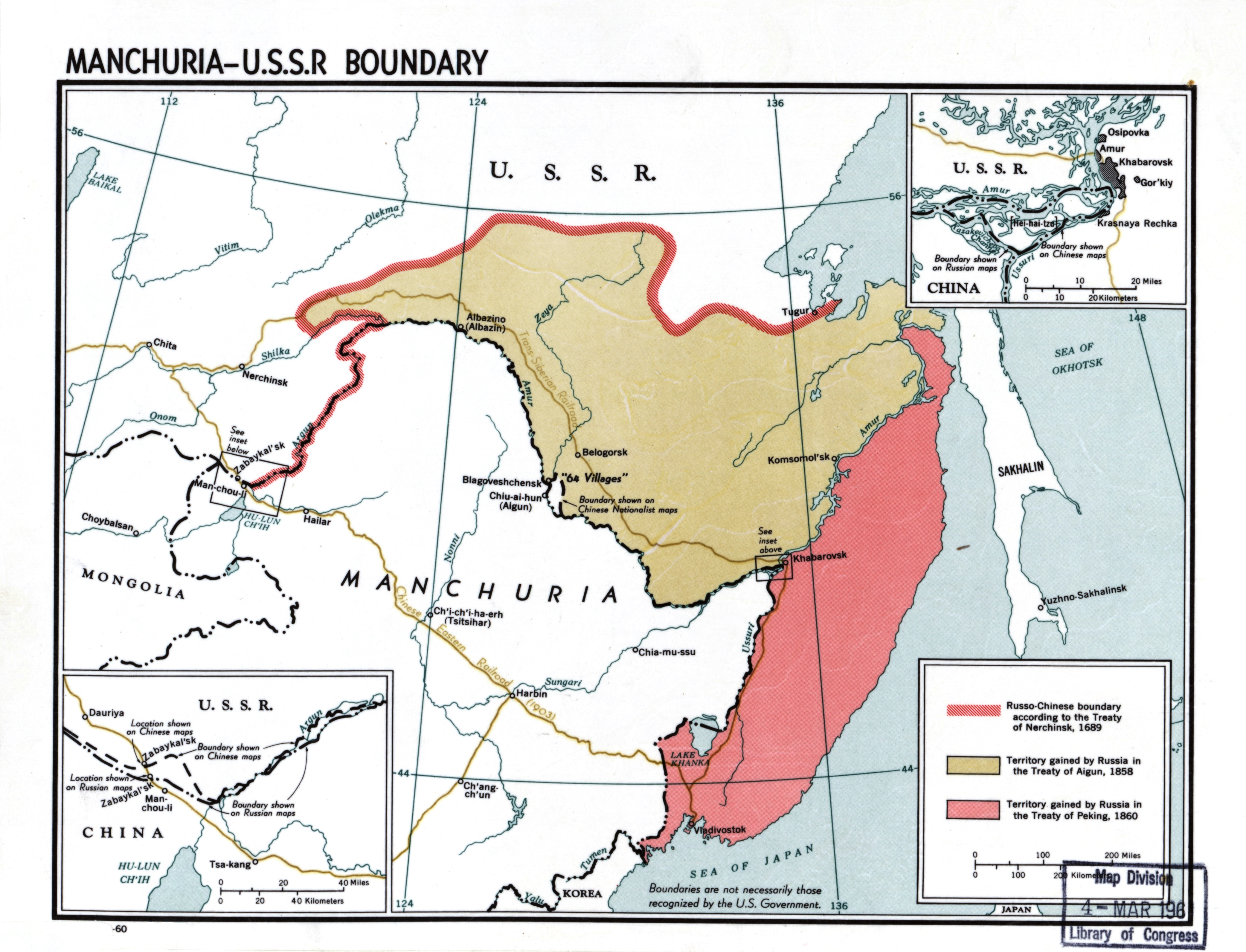
خريطة توضح الحدود الأصلية (باللون الوردي) بين منشوريا وروسيا وفقًا لمعاهدة نيرشينسك 1689، وما تلاها من خسارة أراضي لصالح روسيا في معاهدتي ايغون 1858 (بيج) وبكين 1860 (أحمر)

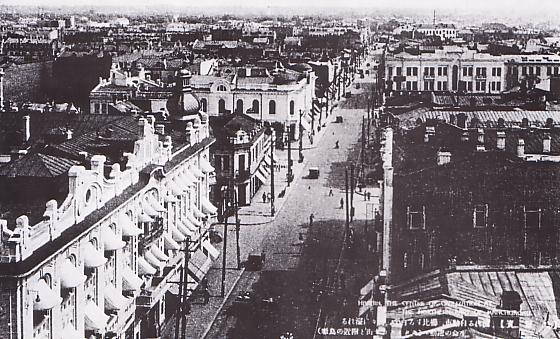
هاربين شارع كيتايسكايا (الروسية «الشارع الصيني»)، والآن شارع تشونغيانغ (الصينية ل «الشارع الأوسط»)، قبل عام 1945

قوبل الغزو الروسي لسيبيريا بمقاومة السكان الأصليين للاستعمار، لكن القوزاق الروس سحقوا السكان الأصليين. أدى غزو سيبيريا ومنشوريا أيضًا إلى انتشار الأمراض المعدية. كتب المؤرخ جون ف. ريتشاردز: «... أدت الأمراض الجديدة إلى إضعاف وإحباط الشعوب الأصلية في سيبيريا. وأسوأ هذه الأمراض كان الجدري "بسبب انتشاره السريع، ومعدلات الوفيات المرتفعة، والتشوه الدائم للناجين....في تسعينيات القرن السادس عشر، أدت أوبئة الجدري إلى خفض أعداد يوكاغير بنحو 44 بالمائة» . بناء على طلب أشخاص مثل فاسيلي بوياركوف عام 1645 وييروفي خاباروف عام 1650، قتل القوزاق الروس بعض الشعوب مثل شعب داور في منغوليا الداخلية وشينجيانغ لدرجة أن بعض المؤلفين يتحدثون عن إبادة جماعية. هجر الداوريون قراهم في البداية منذ أن سمعوا بقسوة الروس في المرة الأولى التي جاء فيها خاباروف. في المرة الثانية التي جاء فيها، قرر الداوريون خوض معركة ضد الروس لكنهم سُحقوا بالبنادق الروسية. أصبح الروس يُعرفون بـ «اللحى الحمراء». أطلق سكان آمور على القوزاق الروس لوتشا (羅剎)، على اسم الشياطين في الأساطير البوذية، بسبب قسوتهم تجاه قبائل آمور، الذين كانوا رعايا لأسرة تشينغ. اعتبرت أسرة تشينغ أن التبشير الروسي للمسيحية الأرثوذكسية الشرقية للسكان الأصليين على طول نهر أمور يمثل تهديدًا.
في عام 1858  م، أجبرت الدبلوماسية الروسية إمبراطورية تشينغ الضعيفة على التنازل عن منشوريا شمال أمور إلى روسيا بموجب معاهدة أيغون في عام 1860  م، تمكن الروس بمعاهدة بكين من الحصول على قطعة كبيرة أخرى من منشوريا، شرق نهر أوسوري. نتيجة لذلك، أصبحت منشوريا مقسمة إلى نصف روسي (يُعرف باسم «منشوريا الخارجية»، ونصفها الصيني المتبقي (يُعرف باسم «منشوريا الداخلية»). في الأدب الحديث، تشير «منشوريا» عادة إلى منشوريا الداخلية (الصينية).  نتيجة لاتفاقيات أيغون وبكين، فقدت تشينغ الصينية الوصول إلى بحر اليابان.

### التاريخ بعد عام 1860
تعرضت منشوريا الداخلية أيضًا لتأثير روسي قوي من خلال بناء السكة الحديدية شرق الصين عبر هاربن إلى فلاديفوستوك. في حركة تشوانغ جواندونغ (Chuang Guandong)، انتقل العديد من مزارعي الهان، ومعظمهم من شبه جزيرة شاندونغ(Shandong). بحلول عام 1921  م، كان عدد سكان هاربن، أكبر مدينة في شمال منشوريا، 300٬000، من بينهم 100٬000 روسي. حلت اليابان محل النفوذ الروسي في النصف الجنوبي من منشوريا الداخلية نتيجة للحرب الروسية اليابانية في 1904-1905. نُقل معظم الفرع الجنوبي للسكك الحديدية الشرقية الصينية من روسيا إلى اليابان، وأصبحت سكك حديد جنوب منشوريا. امتد النفوذ الياباني إلى منشوريا الخارجية في أعقاب الثورة الروسية عام 1917، لكن منشوريا الخارجية عادت إلى السيطرة السوفيتية بحلول عام 1925  م. كانت منشوريا منطقة مهمة بسبب مواردها الطبيعية الغنية التي تتضمن الفحم والتربة الخصبة والمعادن المختلفة. كانت منشوريا مصدرًا أساسيًا للمواد الخام لليابان قبل الحرب العالمية الثانية،. بدون احتلال منشوريا، ربما لم يكن بإمكان اليابانيين تنفيذ خطتهم للغزو على جنوب شرق آسيا أو المخاطرة بمهاجمة بيرل هاربور والإمبراطورية البريطانية في عام 1941  م.
كان هناك وباء كبير يُعرف باسم طاعون منشوريا في 1910-1911، ويرجح أن سبب ذلك هو الصيد غير المتمرس للمرموط، وكثير منهم مصاب بالمرض. وقد ساعدت وسائل النقل بالسكك الحديدية الرخيصة والشتاء القاسي، حيث كان يحتمي الصيادون من البرد الشديد، على انتشار المرض. تطلبت الاستجابة تنسيقًا وثيقًا بين السلطات الصينية والروسية واليابانية وعقد خبراء الأمراض الدوليون «مؤتمر الطاعون الدولي» في مدينة شنيانغ الشمالية بعد السيطرة على المرض لتعلم الدروس.
أفيد أنه من بين شعوب البانر، كل من المانشو والصينيين (هانجون) في أيهون، هيلونغجيانغ في عشرينيات القرن الماضي، نادرًا ما يتزوجون من مدنيي الهان، لكنهم (المانشو والبانرمين الصيني) كانوا يتزاوجون في الغالب مع بعضهم البعض. أفاد أوين لاتيمور أنه خلال زيارته لمانشوريا في يناير 1930، درس مجتمعًا في جيلين (كيرين)، حيث استقر كل من المانشو والصينيون في بلدة تسمى وولاكاي (Wulakai)، وفي النهاية لا يمكن تمييز رجال البانر الصينيين هناك عن المانشو لأنهم صاروا من المانشو (اندمجوا) بشكل فعال. كان سكان الهان المدنيين في طور الاندماج والاختلاط بهم عندما كتب لاتيمور مقالته.

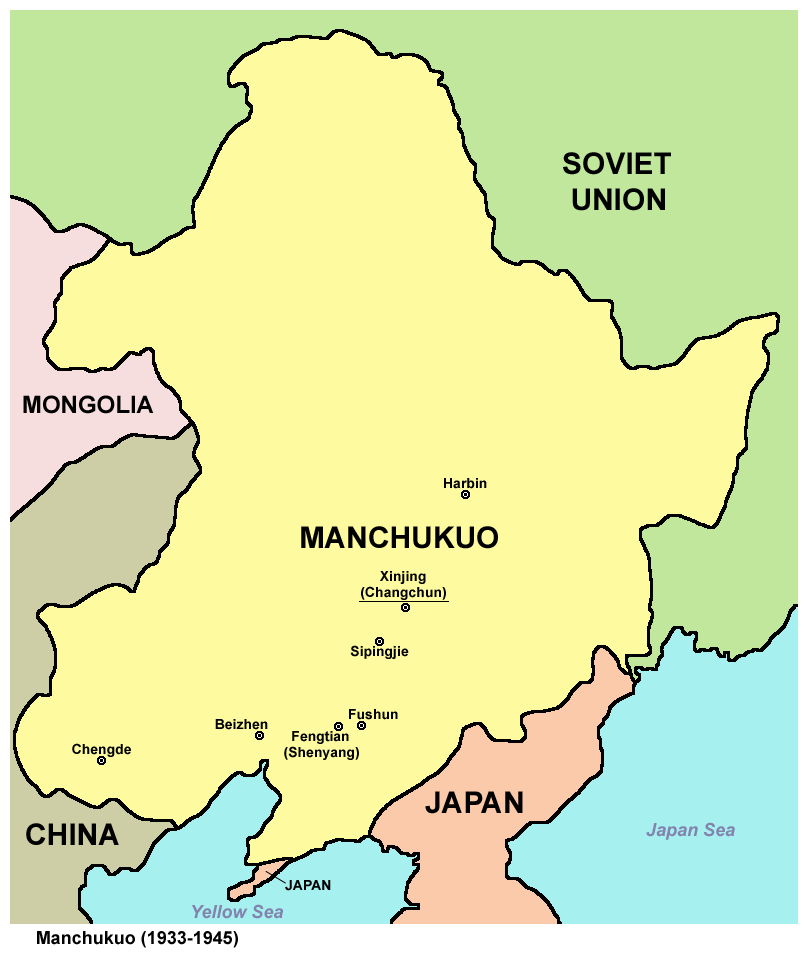
خريطة مانشوكو (1933-1945)

في وقت قريب من الحرب العالمية الأولى، نصب تشانغ تسولين (Zhang Zuolin) نفسه أمير حرب قوي له تأثير على معظم منشوريا. خلال فترة حكمه، نما الاقتصاد المنشوري بشكل كبير، مدعومًا بهجرة الصينيين من أجزاء أخرى من الصين. اغتاله اليابانيون في 2 يونيو 1928، فيما يعرف بحادث هوانغوتون. بعد حادثة موكدين في عام 1931  م والغزو الياباني اللاحق لمنشوريا، أعلن اليابانيون منشوريا الداخلية «دولة مستقلة»، وعينوا إمبراطور تشينغ المخلوع بويي إمبراطورًا عميلًا لمانشوكو. كانت منشوريا تحت السيطرة اليابانية واحدة من أكثر المناطق التي تدار بوحشية في العالم، مع حملة منهجية من الإرهاب والتخويف ضد السكان المحليين الروس والصينيين وشمل ذلك الاعتقالات وأعمال الشغب المنظمة وغيرها من أشكال القهر. استخدمت اليابان مانشوكو قاعدةً لغزو بقية الصين.

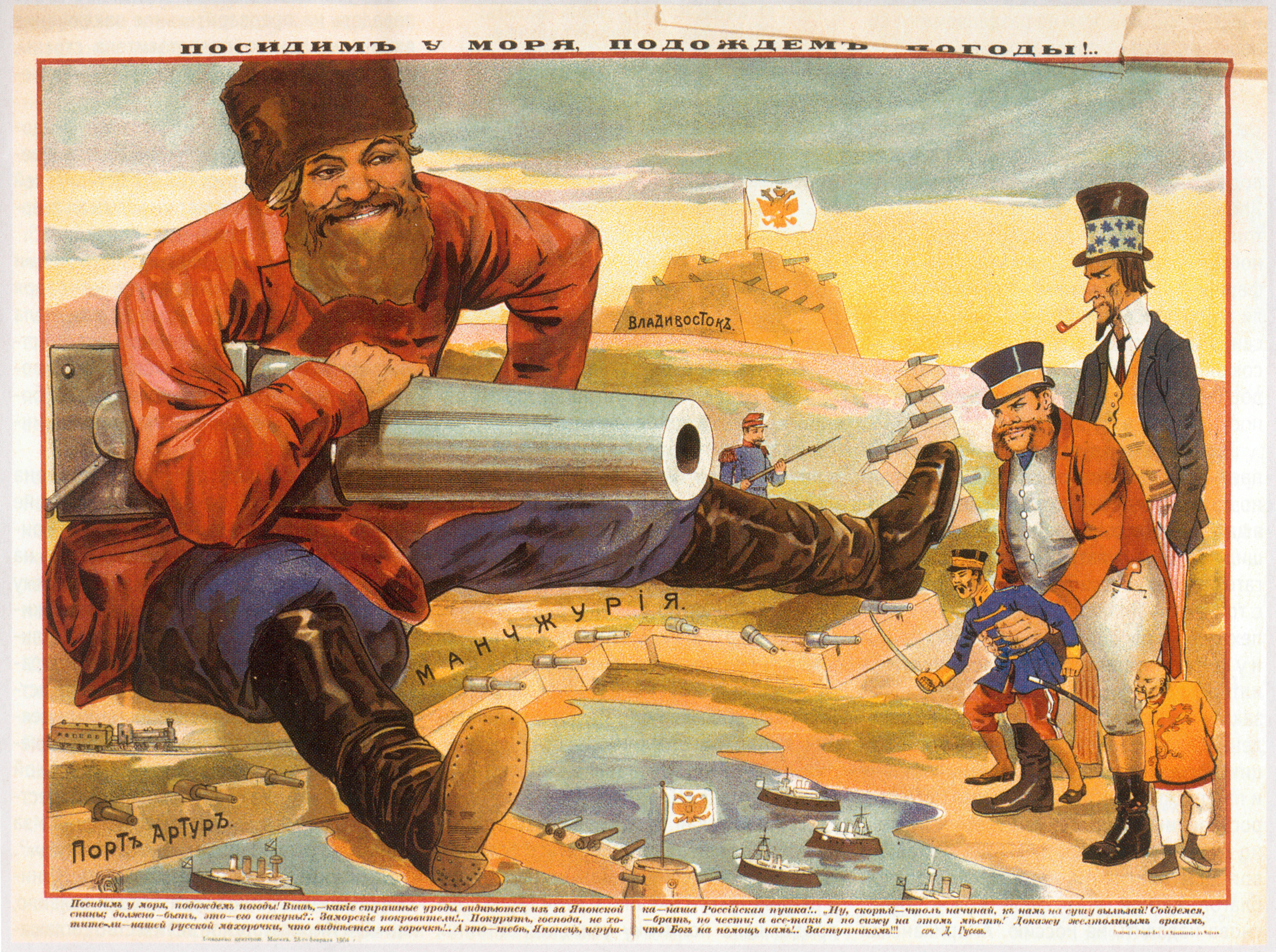
ملصق روسي لبداية الحرب الروسية اليابانية: القوزاقي الروسي يدافع عن منشوريا وبورت آرثر، 1904

بعد القصف الذري لهيروشيما باليابان في عام 1945  م، وفي 9 أغسطس 1945 غزا الاتحاد السوفيتي لدولة مانشوكو العميلة لليابان، جزء من إعلان الحرب ضد اليابان، في أكبر عمليات الحرب السوفيتية اليابانية، حيث تمكنت القوات السوفيتية من الاستيلاء على مانشوكو ومينتشيانغ (ومن ثم منغوليا الداخلية) وشمال كوريا وجنوب سخالين علاوة على جزر الكوريل مما عجّل باستسلام اليابان في الحرب العالمية الثانية بعد الهزيمة السريعة التي لاقاها جيش كوانتونغ بعدما وضح جليا قدرة الاتحاد السوفيتي ونيته في انتزاع كامل الأراضي اليابانية بما في ذلك التراب الوطني نفسه بعد الهجوم الخاطف على منشوريا وسخالين.
بعد ذلك بوقت قصير، بدأ الحزب الشيوعي الصيني والحزب القومي الصيني (الكومينتانغ) الاقتتال من أجل السيطرة على منشوريا. انتصر الشيوعيون في حملة لياوشين وسيطروا بالكامل على منشوريا. استخدمت منشوريا بعد ذلك منصة انطلاق خلال الحرب الأهلية الصينية للحزب الشيوعي الصيني الذي انتصر في عام 1949  م، وذلك بتشجيع من الاتحاد السوفيتي. أدت الغموض في المعاهدات التي تنازلت عن منشوريا الخارجية لروسيا إلى نزاع حول الوضع السياسي للعديد من الجزر. أدى هذا الغموض إلى نزاع مسلح في عام 1969  م وكان جزءً من الانقسام الصيني السوفياتي، أطلق عليه صراع الحدود الصينية السوفيتية، وأدى إلى وقف إطلاق النار، مع العودة إلى الوضع الراهن.(9) في عام 2004  م، وافقت روسيا على نقل جزيرة ينلونج (Yinlong) ونصف من جزيرة خيشياتسى لجان المقاومة الشعبية، انهاء نزاع حدودي دائم.

## اللغة
كانت لغة منشوريا التقليدية هي لغة المانشو، لكن معظم المانشو يتحدثون الآن الماندرين الصينية وهناك أقل من 70 ناطق بالمانشو من أصل ما مجموعه نحو 10 ملايين من قومية المانشو. إلا أن لغة كسيبي مع 40000 ناطق متبقي، هي في كل الجوانب تقريباً مطابقة للمانشو، على الرغم من حقيقة أن اختلاف المتحدثين بالكسيبي، الذين يعيشون في إقليم سنجان عرقياً عن المانشو.

## التركيبة السكانية

### أهم المدن
المدن التي يبلغ عدد سكان مناطقها الحضرية أكثر من مليون نسمة بشمال شرق الصين
| #  | مدينة     | منطقة حضرية | منطقة حي  | المدينة المناسبة | المقاطعة | تاريخ التعداد |
| -- | --------- | ----------- | --------- | ---------------- | -------- | ------------- |
| 1  | شنيانغ    | 5،718،232   | 6،255،921 | 8،106،171        | LN       | 2010-11-01    |
| 2  | هاربين    | 4،933،054   | 5878.939  | 10،635،971       | HL       | 2010-11-01    |
| 3  | داليان    | 3،902،467   | 4،087،733 | 6690432          | LN       | 2010-11-01    |
| 4  | تشانغتشون | 3،411،209   | 4،193،073 | 7674.439         | JL       | 2010-11-01    |
| 5  | أنشان     | 1،504،996   | 1،544،084 | 3،645،884        | LN       | 2010-11-01    |
| 6  | جيلين     | 1،469،722   | 1،975،121 | 4،413،157        | JL       | 2010-11-01    |
| 7  | داتشينغ   | 1،433،698   | 1،649،825 | 2،904،532        | HL       | 2010-11-01    |
| 8  | فوشون     | 1،318،808   | 1،431،014 | 2،138،090        | LN       | 2010-11-01    |
| 9  | تشيتشيهار | 1،314،720   | 1،553،788 | 5،367،003        | HL       | 2010-11-01    |
| 10 | بينكسي    | 1،000،128   | 1،094،294 | 1،709،538        | LN       | 2010-11-01    |

## أعلام
- يوشيكي هاياما
- هايتوشي ناجاساوا
- تايلر كينت
- أولغا فرولوفا
- جون فوكودا

## الهوامش
- 1: شككت جمهورية الصين الشعبية بشكل غير مباشر في شرعية هذه المعاهدات في الستينيات، لكنها وقعت مؤخرًا اتفاقيات مثل معاهدة الصداقة الصينية الروسية لعام 2001  م التي تؤكد الوضع الراهن؛[98] ومع ذلك حدث تبادل ثانوي في عام 2004  م في التقاء نهري أمور وأوسوري.[99]
- 2: من الناحية الإثنوغرافية، احتل الأينو الجزيرة حتى طردهم الاتحاد السوفيتي قسرًا بعد عام 1945  م.
- 3: — الانحرافات التي وصلت إلى لغات أوروبية من خلال الهولندية —
- 4: كما أنها ترسخت في أجزاء كبيرة من هذه المنطقة
- 5: الذين يُطلق عليهم الآن المانشو
- 6: وهو نظام من الخنادق والجسور
- 7: وهم المنتمون إلى جيوش الرايات الثمانية التي أنشأها الإمبراطور نورهس في أوائل القرن السابع عشر، ولعبت دورًا أساسيًا في توحيد شعب الجورشن المجزأ (الذي أعيدت تسميته لاحقًا بـ «مانشو» تحت حكم نجل نورهاسي هونغ تايجي) وفي غزو أسرة تشينغ لسلالة مينغ. وصار نظام الرايات الثمانية هو الإطار التنظيمي الأساسي لكل مجتمع مانشو.[100]
- 8: الذين كانوا يعانون من المجاعة والفيضانات والجفاف.
- 9: كان الصراع الحدودي بين الصين والاتحاد السوفيتي نزاعًا عسكريًا غير معلن لمدة سبعة أشهر بين الاتحاد السوفيتي والصين في أوج الانقسام الصيني السوفيتي في عام 1969. وقعت أخطر هذه الصدامات الحدودية، التي دفعت أكبر دولتين شيوعيتين في العالم إلى حافة الحرب، في مارس 1969 بالقرب من جزيرة جينباو (دامانسكي) على نهر أوسوري (ووسولي)، بالقرب من منشوريا.
- 10: نوع من التربة الغرينية حيث يُمنع التطور عن طريق الترسيب المتكرر للرواسب في الفيضانات الدورية.